# Buried Pleasure
Buried Pleasure («Погребённое удовольствие») — тринадцатая серия первого сезона американского мультсериала «Шоу Кливленда». Премьерный показ состоялся 14 февраля 2010 года на канале FOX.

## Сюжет
Кливленд с семьёй посещают местный фестиваль Stoolfest. Ни в фестивале, ни в «ночи покера» не может принять участие Холт, являющийся «маменькиным сынком». Кливленд советует другу объяснить той, что он уже всё-таки взрослый человек.
Донна становится случайным свидетелем того, как Холт душит свою мать и прячет тело. Кливленд решает разобраться с этим делом: полиция прикрепляет к нему «жучок», а тот уговаривает Холта показать ему труп. Когда ловушка захлопывается, выясняется, что Холт «задушил» и закопал свою секс-куклу Кимми, а его мать на самом деле уехала в отпуск. Холт признаётся Кливленду, что ему не хватает в жизни чего-нибудь особенного, необычного.
Решив помочь другу, Кливленд знакомит Холта с рыжеволосой красоткой Джилл, но у той оказывается скверный характер: она бьёт Холта каждый раз, когда тот делает что-либо вопреки её словам. Кливленд с друзьями также избиты Джилл при попытке вмешаться. К счастью, в драку ввязывается Донна. Джилл почти одержала верх в битве, но Донне помогают Арианна (медведица, жена Тима) и Кендра (жена Лестера).
Кливленд и его друзья возвращают Холту его куклу.
Тем временем, Ралло на Stoolfest'е выигрывает аквариумную рыбку. Принеся её домой, он ставит баночку с ней на стол рядом с напитками и закусками, а сам уходит наполнять аквариум. Кливленд-младший случайно выпивает воду с рыбкой. Решив, что это чем-то напоминает беременность, друзья ждут «рождения» рыбки. Когда рыбка «рождается», она уже «сильно изуродована» пищеварительным трактом Кливленда.

## Создание[2]
Автор сценария: Джулиус Шэйрп
Режиссёр: Айан Грэхэм
Композитор:
Приглашённые знаменитости: Стейси Фергюсон (в роли Джилл и миссис Риктер)

## Интересные факты
- Премьеру эпизода посмотрели 4 850 000 зрителей. Оправданием такому скромному количеству зрителей может послужить то, что в момент премьеры на других каналах шла прямая трансляция Олимпийских Игр[3].